# Cangrejo reventado
El cangrejo reventado es un plato típico de la gastronomía de la costa norte del Perú, particularmente del departamento de La Libertad.

## Descripción
El cangrejo reventado es un guiso que se elabora a base de cangrejo, al que previamente se golpea para romperlo y liberar sus jugos, y un aderezo peruano al que se le añade huevo y yuyo. Se sirve con papas o yucas cocidas.